# Grip (film 1915)
Grip è un cortometraggio muto del 1915 diretto da Maurice Elvey.

## Produzione
Il film fu prodotto dalla British & Colonial Kinematograph Company.

## Distribuzione
Distribuito dalla Renters, uscì nelle sale cinematografiche britanniche nel luglio 1915.